# 3798 де Яґер
3798 де Яґер (3798 de Jager) — астероїд головного поясу, відкритий 16 жовтня 1977 року.
Тіссеранів параметр щодо Юпітера — 3,686.